# Bulbul becllarg de l'illa d'Obi
El bulbul becllarg de l'illa d'Obi (Hypsipetes lucasi; syn: Thapsinillas lucasi) és una espècie d'ocell de la família dels picnonòtids (Pycnonotidae). És endèmic de l'illa d'Obi, a Indonèsia. Els seus hàbitats principals són els boscos tropicals i subtropicals de frondoses humits de les terres baixes i de l'estatge montà, els jardins rurals i les àrees forestals fortament degradades. El seu estat de conservació es considera de risc mínim.